# Burgemeester van Antwerpen
Het ambt van burgemeester van Antwerpen ontstond, zoals dat van veel burgemeesters in de Nederlanden, aan het begin van de 15e eeuw. De schepenen van Antwerpen benoemden, zonder toestemming van de hertog, twee borchmaistres, daarmee worden bedoeld twee meesters of beheerders van de burcht, in Antwerpen was dat de vesting rond het Steen. De eerste twee burgemeesters waren Nikolaas van Wijneghem en Gillis Bacheler, aangesteld op 2 december 1409. Eén burgemeester werd gekozen uit de schepenen en één uit de notabelen die niet in het stadsbestuur zetelen. Samen controleerden zij de machtige ambachten (gilden) van de stad. De macht werd gedeeld en in principe ook jaarlijks vervangen.

## Buitenburgemeester
De schepen die aangesteld werd als burgemeester was bevoegd voor de veiligheid en de vertegenwoordiging van de stad naar buiten. Hij werd buitenburgemeester genoemd, was hoofd van de politie en leidde de gemeenteraad. De meest dramatische gebeurtenissen vonden plaats onder het buitenburgemeesterschap van Filips van Marnix van Sint-Aldegonde, die de verdediging leidde tegen de aanval van de troepen van de Spaanse koning Filips II en de stad in 1585 aan hen moest overgeven.

## Binnenburgemeester
De aangestelde notabele van buiten het stadsbestuur werd binnenburgemeester genoemd en was bevoegd voor de rechtspraak in de stad. Hij sprak zelf geen recht maar moest de vonnissen van de vierschaar afkondigen en laten uitvoeren.
Dit systeem van de dubbelfunctie bleef bijna vierhonderd jaar in voege tot aan de Franse bezetting in 1794. Toen werd de leiding gecentraliseerd in handen van één man, eerst president geheten, later maire (meier) en vanaf 1801 weer burgemeester of bourgmestre.